# Relationer mellan Australien och Kroatien
Relationer mellan Australien och Kroatien upprättades på diplomatisk nivå 13 februari 1992, efter att Australien erkänt Kroatien 16 januari 1991. Ett australiskt konsulat öppnades i Zagreb 21 september 1992. Australiens ambassad i Zagreb öppnades i oktober 1999. Kroatien har en ambassad i Australien belägen i Canberra och generalkonsulat i Melbourne, Sydney och Perth.
År 2011 fanns det 48 828 personer i Australien som fötts i Kroatien, och 126 267 som sade sig ha kroatisk härkomst.

## Besök mellan Australien och Kroatien
Besök från Australien till Kroatien:
| År   | Personer                               |
| ---- | -------------------------------------- |
| 2008 | Niopersonsdelegation ledd av John Hogg |
| 2012 | Richard Marles                         |
| 2014 | Greg Hunt                              |

Besök från Kroatien till Australien:
| Tid  | Personer                              |
| ---- | ------------------------------------- |
| 2002 | Tonino Picula                         |
| 2003 | Delegation ledd av Zlatko Tomčić      |
| 2004 | Vesna Pusić                           |
| 2005 | Kolinda Grabar-Kitarović              |
| 2014 | Zoran Milanović och Ante Kotromanović |